# دندان‌گرازی باله‌پره‌ای
دندان‌گرازی باله‌پره‌ای (نام علمی: Heterophotus ophistoma) نام یک گونه از تیره لق‌دهانان است.